# Rozet-Saint-Albin
Rozet-Saint-Albin település Franciaországban, Aisne megyében. Lakosainak száma 333 fő (2022. január 1.). Rozet-Saint-Albin Billy-sur-Ourcq, Chouy, Montgru-Saint-Hilaire, Neuilly-Saint-Front, Oulchy-la-Ville és Vichel-Nanteuil községekkel határos.

## Népesség
A település népessége az elmúlt években az alábbi módon változott:
| Lakosok száma | 273  | 240  | 276  | 311  | 289  | 307  | 309  | 322  | 328  | 333  |
|               | 1968 | 1982 | 1990 | 2006 | 2013 | 2015 | 2017 | 2019 | 2020 | 2022 |